# Nurscia albomaculata
Espèce
Synonymes
- Epeira albomaculata Lucas, 1846
- Amaurobius duodecimmaculatus Canestrini, 1868
- Amaurobius distinctus O. Pickard-Cambridge, 1872

Nurscia albomaculata est une espèce d'araignées aranéomorphes de la famille des Titanoecidae.

## Distribution
Cette espèce se rencontre en Europe, en Égypte, au Moyen-Orient et en Asie centrale.

## Description
Les mâles mesurent de 10 à 11 mm et les femelles de 6,6 à 11 mm.

## Publication originale
- Lucas, 1846 : Histoire naturelle des animaux articules. Exploration scientifique de l'Algérie pendant les années 1840, 1841, 1842 publiée par ordre du Gouvernement et avec le concours d'une commission académique. Paris, Sciences physiques, Zoologie, vol. 1, p. 89-271.